# Альфа-частинка

А́льфа-части́нка (α-частинка) — позитивно заряджена частинка, яка випромінюється ядрами деяких радіоактивних атомів. Потік α-частинок іноді називають α-променями. Кожна альфа-частинка складається з 2 нейтронів і 2 протонів, тобто є ядром атома гелію 4He2+.
Альфа-частинки, маючи у своєму складі два протони та два нейтрони, є подвійними магічними ядрами, тобто відзначаються особливою стабільністю.
Альфа-частинки є одним з продуктів спонтанного розпаду радіоактивних ізотопів, таких як радій чи торій. Процес емісії, альфа-розпад, трансформує один хімічний елемент на інший, знижуючи атомне (чи протонне) число на два та атомну масу (чи ядерне число) на чотири. Альфа-розпад можливий завдяки явищу квантового тунелювання. Кінетична енергія альфа-частинок, які утворюються під час альфа-розпаду, зазвичай становить кілька МеВ. При зіткненнях з атомами середовища новоутворена альфа-частинка сповільнюється, і, урешті-решт, приєднує до себе два електрони, перетворюючись на нейтральний атом гелію.

### Експеримент з золотою фольгою

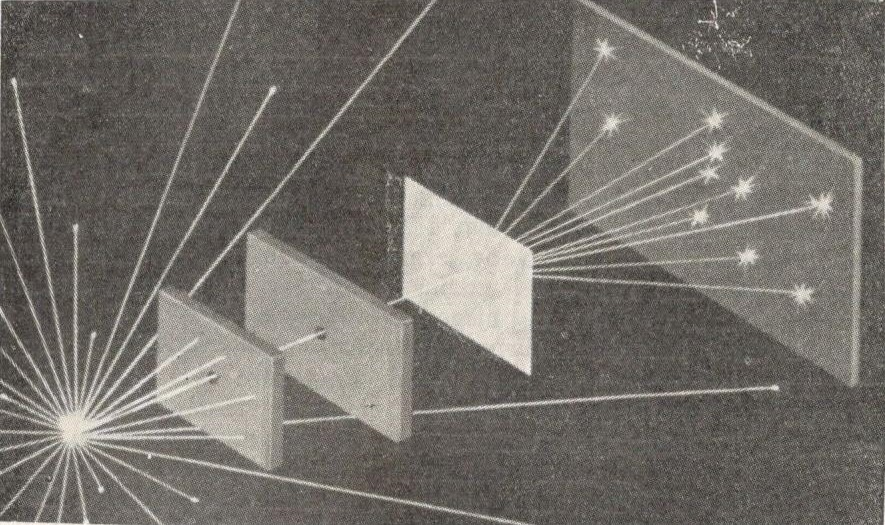
розсіювання альфа-частинок на металевій фользі

### Непружне розсіяння на електронах

Крива Брега для частинок з енергією 5,49 МеВ